# Hephästin
Hephästin (Gen: HEPH) ist ein homologes Enzym des Caeruloplasmin, ein Membranprotein, das in allen Neumündern vorkommt. Beim Menschen ist es in Brust, Darm, Knochenbälkchen der Substantia spongiosa und Fibroblasten lokalisiert. Es oxidiert, als Ferroxidase, das von Enterozyten importierte Eisen(II) zu Eisen(III) und bereitet es für den Export durch das Ferroportin vor. Hephästin ist damit zusammen mit dem Ferroportin für den Efflux von Eisenionen aus der Zelle verantwortlich. Damit ist es unverzichtbar im Eisen-Stoffwechsel bei der Eisenaufnahme durch den Darm. Möglicherweise transportiert es auch Kupfer. 
Das Protein ist nach dem griechischen Gott Hephaistos (Schmied) benannt.

## Pathologie
Kupfer ist essenziell notwendig für die Stabilität von Hephästin. Mäuse ganz ohne Caeruloplasmin und Hephästin zeigen alle Symptome der Makuladegeneration. Erhöhte Eisenkonzentrationen in der Substantia nigra bei Parkinsonkrankheit sind wahrscheinlich auf erniedrigte Aktivität von Hephästin und Ferroportin zurückzuführen.

## Regulation
Erythropoetin erhöht die Hephästinexpression und Eisenabsorption im Duodenum bzw. aus dem intestinalen Lumen. Eine eisenhaltige Diät erhöhte bei Ratten die Expression von Caeruloplasmin und Ferroportin, nicht jedoch von Hephästin. In Darmzellen ist der Übergang ins Krebsstadium mit einer erhöhten Eiseneinfuhr und vermindertem Export (Hephästinaktivität) verknüpft.

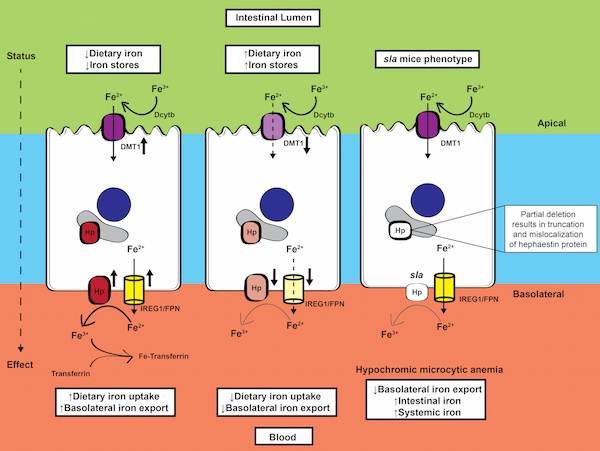
Hypothetische Regulierung der Hephästinexpression (Hephästin= Hp) als Reaktion auf unterschiedliche Eisenaufnahme und -speicherung (Eisen-Stoffwechsel).